# Арбонская культура
Арбонская культура — археологическая культура раннего бронзового века, существовавшая в период 1800—1600 гг. до н. э. в окрестностях Бодензее и в прилегающих регионах севера Швейцарии, Баден-Вюртемберга и Баварии. Характерной для данной культуры была керамика с зонами, покрытыми геометрическим орнаментом в виде насечек или наколок.
Название «Арбонская культура» предложил в 1987 г. историк из Фрайбурга Христиан Штрам, а его коллега Йоахим Кёнигер в 1992 году предложил пользоваться термином «арбонская группа». Эпонимным местом находок является археологический горизонт II в Арбон-Бляйхе в швейцарском округе Арбон.

## Распространение и контакты
Жители арбонской культуры селились на берегу Боденского озера, на других озёрах и на холмах в северной Швейцарии, на речных террасах, на обрывах и возвышенностях вдоль рек Дунай и Неккар, а также на северном берегу Швабского Альба в Баден-Вюртемберге и на баварском высокогорье на реках Изар и Лех. С востока к ним примыкала подобная штраубингская культура. Обе культуры располагали свои селения вдоль торговых путей, и поскольку штраубингская культура включала месторождения меди в северных Альпах, распространение и группировка поселений были связаны с торговлей бронзой.
Арбонская культура поддерживала торговые связи с современной ей унетицкой культурой в центральной Германии, нижней Австрии, Словакии и Чехии. В поселении Форшнер на озере Федерзее в Баден-Вюртемберге обнаружены остатки керамики унетицкой культуры, в то время как на берегу озера — обломки арбонской керамики. Аналогичные находки сделаны в высокогорном селении Файтсберг у Равенсбурга.

## Поселения
Отдельные поселения были окружены крепкими дубовыми палисадами, другие были неогороженными или имели лишь небольшие ограды. Поселение на холме Вальди у Тооса в кантоне Тургау было ограждено каменной стеной с единственным входом.
Особенно хорошо сохранилось селение Бодман-Шахтен в округе Констанц В начале бронзового века это поселение состояло из 5-9 домов, площадь фундамента от 25 до 30 м². Через столетие строительная технология стала более совершенной, фундамент домов увеличился. На берегах озёр дома строились на сваях, а на возвышенностях использовались каменные фундаменты. Стены изготавливались из плетёного лыка на вертикальных столбах и покрывались глиной. Очаги выкладывались из камней и обмазывались глиной.

## Рацион
Остатки злаков могут свидетельствовать о культивации полбы, пшеницы-однозернянки и ячменя. Наряду с этим был распространён сбор дикорастущих растений — ежевики, лесных орехов, терновых плодов, диких яблок и земляники. Лён и мак использовались для производства масла. Разводились свинья и крупный рогатый скот, имеются немногочисленные находки останков овец и коз. Почти 50 % всех обнаруженных костей, однако, относятся к диким животным, что говорит о большой роли охоты в хозяйстве арбонской культуры.

## Одежда
Из всей одежды сохранились только бронзовые заколки. Находки большого количества бузины говорят о том, что она могла использоваться как краситель для одежды.

## Орудия
В качестве орудий использовались каменные топоры, точильные камни, каменные молоты, мельничные камни, шила и лопатки из кости. Бронза встречалась редко. К металлическим орудиям относятся шила, зубила и топоры. Кроме того, был обнаружен единственный скребок из кабаньего зуба-резца. Из оружия в эпонимном поселении Арбон-Бляйхе II были обнаружены 4 бронзовых топора различных типов, 12 кинжалов, 2 пики и 4 наконечника стрел.

## Погребения
Погребальный обряд арбонской культуры неизвестен — до сих пор погребения не обнаружены. Возможно, в результате антропогенных факторов погребения данной культуры оказались под массивным слоем земли и пока не обнаружены.

## Культовые предметы
В Бодман-Шахене обнаружены так называемые brotlaibidolen (с нем. — «идолы-буханки») из плохо обожжённой или высушенной глины длиной несколько сантиметров и шириной около 2 см, покрытые орнаментом. Назначение данных объектов непонятно. Множество подобных объектов также найдено в различных местах Центральной Европы от Польши до Италии.